# 高平兩用砲

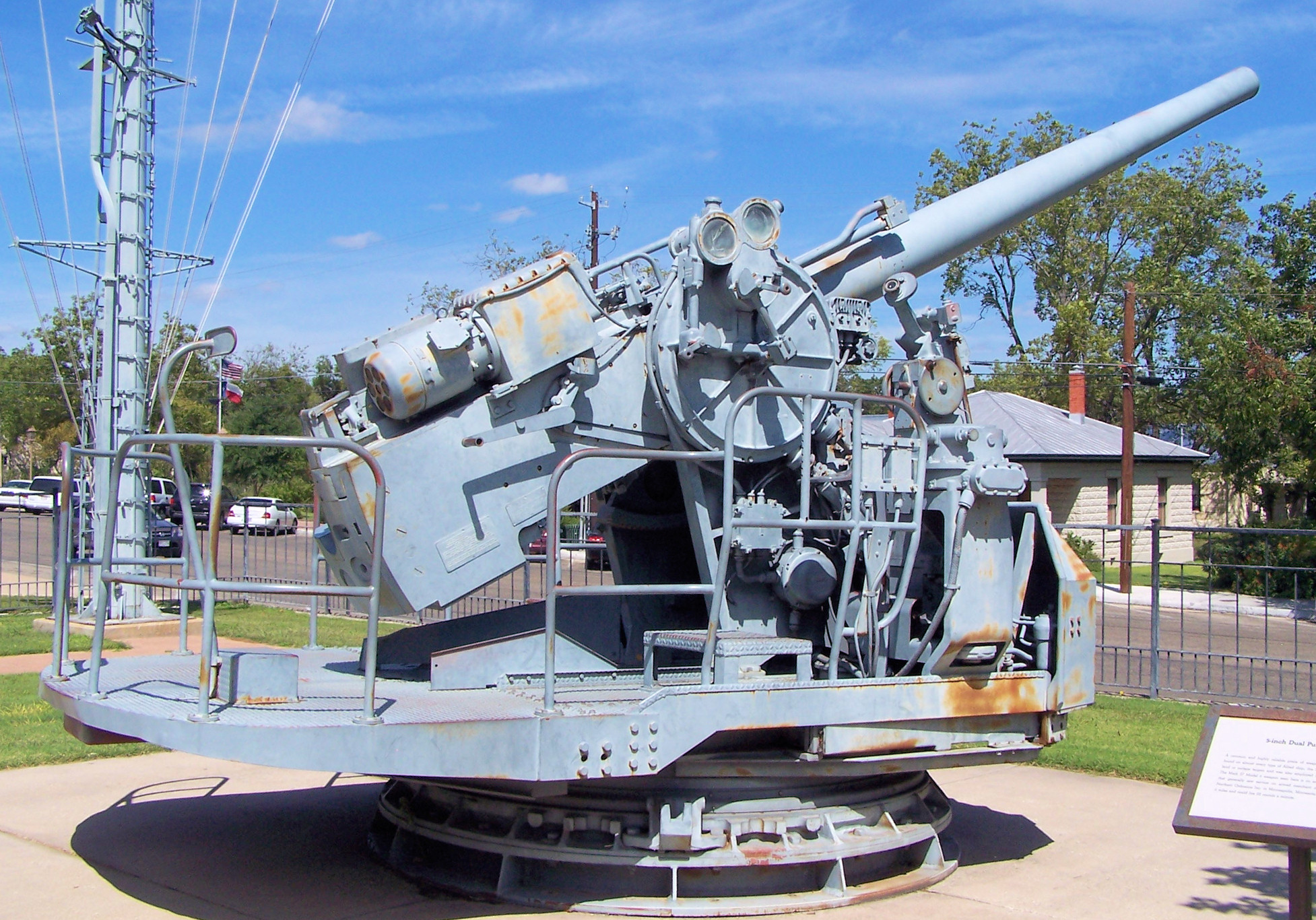
在太平洋战争国家博物馆展出的Mk 12 5吋38倍徑两用砲。该砲的射程超过 6 英里，每分钟可发射 22 发子弹。

高平两用火砲是一种海军军舰所设的炮台，旨在能与水面，陆地和空中的敌方单位交战。

## 描述
二战时期的主力舰有四種类型的火炮：
- 重型主炮，在305毫米至457毫米（12英寸至18英寸）之間，用于与敌对战舰和巡洋舰交战；
- 副砲，在152毫米至203毫米（6英寸至8英寸）之間用于对抗敌方驱逐舰；
- 重型高射炮，在76毫米至127毫米（3英寸至5英寸）之間，可以產生火網以在远处击落飞机；
- 轻型速射的防空砲（A/A）可以近距离跟踪和击落飞机。轻型防空砲分散在全舰上，包括20毫米至40毫米（0.787英寸至 1.57英寸）的自动加农炮和12.7毫米至14.5毫米（0.50英寸至0.58英寸）的重机枪。

在二战期间，美國海軍、英國皇家海軍、法國海軍和日本帝国海军将副砲与重型高射炮结合在一起，形成陆空两用的副砲。他们完全放弃专用的反舰副炮，因为大多数时候战线内的舰队都会被巡洋舰和驱逐舰掩護。此外，战列舰鮮少出现同时面对冲锋而來的驱逐舰和飞机之情形，使用不同类型的火炮来同时应对这两种威胁会占用太多空间。所以他们以装在旋轉的炮塔上的两用火炮取而代之，既可以用来对付飞机也可以用来对付舰船。
将两种类型的火炮组合起来所节省的空间，可以加大補給、增加甲板装甲覆盖范围、增加其他设备的装载、更大的轻型防空砲或其他需求。这种安排被认为更有效，并且被认为足以满足大多数情况下的反水面作战单位和防空需求。
德国海军的做法类似于意大利和苏联海军，他们采用混合口径的副炮，并配备专用反舰炮，同时配以小口径重型防空炮，而不是像英国或美国那样采用陆空兩用的副炮。意大利和苏联海军都担心来自敌方（尤其是法国）驱逐舰和鱼雷艇的近距离鱼雷攻击，并认为更强大、更大口径的反舰副砲是必备。法国海军也使用混合口径系统，但他们的副砲是陆空两用的。这往往会使弹药供应复杂化，并使一些武器在某些情况下无用。
高平两用砲被设计为是水面艦艇的重型主武器和专用的高射炮這二者之间的折衷方案。该炮通常为中等射程的口径，其重量足以证明它在对抗水面目标時有用，包括舰船、水面上的潜艇和陆地目标。然而，它也足够紧凑，可以安装在具有良好的護牆和高仰角的砲座中，并且能够具有高射速，使其能够成功地从各个角度与空中目标交战。例如，一艘英國皇家海军的乔治五世国王等级的战列舰有16个QF Mark I 5.25-英寸（133-）艦砲在必要时可以与敌舰或高空飞机交战的火炮。
并非所有的两用砲都有高仰角。决定因素是砲台是否配备防空火控系统和提供防空炮设置时间引信的方法，用于设置由火炮发射的防空砲弹头中的时间引信。皇家海军从部族級驅逐艦开始，推出一系列具有高平两用火炮的驱逐舰等级，但采用QF 4.7英寸Mark XII ，是具有双聯座的CP Mk. XIX(譯註：CP是中央樞軸)且后来的砲座被限制为40、50或55度仰角，但是，这些火炮由防空火控系统控制，并且安装有防空砲的炮弹引信设置器。美国海军开发一种类似的驱逐舰，波特级，配备8座Mk 125英寸/38倍径（127mm)火炮安装在四个Mark 22单一用途（仅限水面作用）双聯座上，仰角限制为35度，但没有防空火控装置，也没有安装引信设置器。  40度的高度确实限制部族级火炮与俯冲轰炸机和高空轰炸机交战的能力，但它们仍然可以有效地与低空、水平和鱼雷轰炸机交战，并且仍然可以提供火網火力对其他受到由俯冲轰炸机攻击的船只。海軍上將菲利普·維安爵士描述1940年挪威战役期间使用4.7英寸Mark XII火炮对抗飞机的情况：
“在兩側群山環繞的狹窄水域中受到空襲，馬上就會想清楚，飛機是穩操勝算的。海上空間太小，无法充分自由地进行机动，而敵機的進場亦被石牆所掩護。與往常不同，當它們映入眼簾時，它的角度是如此之大，以至於我們最大仰角只有40度的4.7英寸艦炮，无法打到他们。…翁達爾斯內斯鎮需要穿過魯姆斯達爾峽灣到達，距離入口還有40英里，我們在4月24日到達。船队和护卫队在白天通过这条水道时，速度为5节，航向稳定，两边都是陡峭的山脉，這对敌人的飞机来说就是一个诱人的诱惑。容克斯轟炸機的空襲一直持續到最後，儘管驅逐艦的炮火有40度仰角的限制，却足以让敌人无法达到他们的射击标准。雖然一些船被近失彈的破片損傷，卻沒有一艘船受到直接打擊。” 
高平两用砲，通常缩写为兩用砲 （英文:DP GUN），最初被设计为巡洋舰和戰艦等大型水面舰艇的辅助武器，以补充其重型主武器。后来，此类火炮开始作为主要火炮装备添加到小型舰艇上，随着舰船设计逐渐脫离大口径火炮，如今几乎所有的主炮武器都已具有高平双重用途的本質。
大多数现代高平两用砲的口径都在76毫米至127毫米（3英寸至5英寸）的范围內。
在英国部隊中，HA/LA 表示“高角度/低角度”。

## 高平两用砲列表
| 口徑              | 名稱                                        | 起源國家       | 期間           |
| ----------------- | ------------------------------------------- | -------------- | -------------- |
| 40（1.6英寸）     | 波佛斯40公釐高射砲L60                       | 瑞典           | 1930s–現今     |
| 40（1.6英寸）     | 波佛斯40公釐高射砲L70                       | 瑞典           | 1940s–現今     |
| 57（2.2英寸）     | Finspång 57 mm QF naval gun L/55 model 1889 | 瑞典-挪威联盟  | 1890s–現今     |
| 57（2.2英寸）     | Bofors 57 mm naval gun L/21 model 1916      | 瑞典           | 1910s–冷戰時期 |
| 57（2.2英寸）     | Bofors 57 mm Naval Automatic Gun L/60       | 瑞典           | 1952–1990      |
| 57（2.2英寸）     | Bofors 57 mm Naval Automatic Gun L/70       | 瑞典           | 1970–現今      |
| 76.2（3英寸）     | 76 mm/62 Allargato                          | 義大利         | 1962–現今      |
| 76.2（3英寸）     | 奧托梅萊拉76公厘艦炮                        | 義大利         | 1964–現今      |
| 76.2（3英寸）     | AK-176舰炮                                  | 苏联           | 1976–現今      |
| 100（3.9英寸）    | 九八式100公釐高射炮                         | 日本           | World War II   |
| 100（3.9英寸）    | 79式双管100毫米舰炮                         | 中华人民共和国 | 1973–現今      |
| 100（3.9英寸）    | 法國100mm緊緻型艦砲                         | 法國           | 1961–現今      |
| 100（3.9英寸）    | AK-100舰炮                                  | 苏联           | 1978–現今      |
| 4英寸（101.6）    | QF 4 inch Mk V naval gun                    | 英国           | 1914–1940s     |
| 4英寸（101.6）    | QF 4 inch Mk XVI naval gun                  | 英国           | 1936–1950s     |
| 4英寸（101.6）    | QF 4 inch Mk XIX naval gun                  | 英国           | World War II   |
| 4.45英寸（113）   | QF 4.5吋艦砲                                | 英国           | 1938–冷戰時期  |
| 4.45英寸（113）   | 4.5-inch Mk 8 naval gun                     | 英国           | 1972–現今      |
| 120（4.7英寸）    | Bofors 120 mm Naval Automatic Gun L/50      | 瑞典           | 1952–1985      |
| 4.7英寸（119）    | QF 4.7吋Mk IX、Mk XII速射艦砲               | 英国           | 1928–1970      |
| 4.7英寸（119）    | QF 4.7 inch Mark XI gun                     | 英国           | 1941–1970      |
| 127（5英寸）      | 奧托布雷達127毫米/54倍徑緊緻型艦炮          | 義大利         | 冷戰時期–現今  |
| 127（5英寸）      | Otobreda 127mm/64 gun                       | 義大利         | 2012–現今      |
| 127（5英寸）      | 50倍径三年式127毫米炮                       | 日本           | 1928–1966      |
| 127（5.0英寸）    | 八九式127公厘高射炮                         | 日本           | 1932-1945      |
| 5英寸（127）      | Mk 12 5吋38倍徑砲                           | 美国           | 1934–1990s     |
| 5英寸（127）      | Mk 39五英吋艦炮                             | 美国           | 1945–1993      |
| 5英寸（127）      | 5"/54 Mk 42艦砲                             | 美国           | 1953–現今      |
| 5英寸（127）      | Mk 45艦砲                                   | 美国           | 1971–現今      |
| 5英寸（127）      | Mk 45艦砲                                   | 美国           | 2000–現今      |
| 130（5.1英寸）    | H/PJ-45型單管130公厘艦砲                    | 中华人民共和国 | 2014–現今      |
| 5.25英寸（133）   | QF 5.25-inch Mk 1 gun                       | 英国           | 1940–1966      |
| 135（5.3英寸）    | 135mm/45 gun                                | 義大利         | 1940–1972      |
| 138.6（5.46英寸） | Canon de 138 mm Modèle 1929                 | 法國           | 1934–1954      |
| 6英寸（152）      | 6吋47倍徑艦炮                               | 美国           | 1937–1992      |

## 註记
1. ↑  .   [2007-08-29]. （原始内容存档于2007-09-21）.
2. ↑  Vian, Philip, Action This Day, London, 1960, p.40 and 44.

## 相關
- 火炮列表